# محاري درني ملكي
محاري درني ملكي (الاسم العلمي: Pleurotus tuber-regium) هو نوع من الفطريات يتبع جنس المحاري من فصيلة المحارية.